# Liga Narodów Dywizja B 2023 w Amp Futbolu
Liga Narodów Dywizja B 2023 – pierwsza edycja ampfutbolowej Ligi Narodów Dywizji B. Która odbyła się we francuskim Annecy w dniach od 8 do 10 września 2023 roku. W turnieju wzięły udział 4 drużyny na podstawie wyników poprzednich mistrzostw Europy, które odbyły się w 2021 roku w Polsce. Drużyna która zajęła pierwsze miejsce w grupie awansowała do Dywizji A, natomiast ostatnia spadła do Dywizji C.

## Uczestnicy

### Klasyfikacja końcowa
| Miejsce | Reprezentacja | Punkty | Mecze | Zwycięstwa | Remisy | Porażki | Br+ | Br- | +/− |
| ------- | ------------- | ------ | ----- | ---------- | ------ | ------- | --- | --- | --- |
| 1.      | Włochy        | 9      | 3     | 3          | 0      | 0       | 7   | 1   | +6  |
| 2.      | Irlandia      | 4      | 3     | 1          | 1      | 1       | 8   | 3   | +5  |
| 3.      | Francja       | 4      | 3     | 1          | 1      | 1       | 5   | 3   | +2  |
| 4.      | Niemcy        | 0      | 3     | 0          | 0      | 3       | 0   | 13  | -13 |

## Mecze[2]
| 8 września 2023 16:30 | Francja | 1:1 | Irlandia | Francja, Annecy · |
|                       |         |     |          |                   |

| 8 września 2023 18:00 | Niemcy | 0:3 | Włochy | Francja, Annecy · |
|                       |        |     |        |                   |

| 9 września 2023 15:15 | Włochy | 2:1 | Irlandia | Francja, Rumilly · |
|                       |        |     |          |                    |

| 9 września 2023 17:15 | Francja | 4:0 | Niemcy | Francja, Rumilly · |
|                       |         |     |        |                    |

| 10 września 2023 15:00 | Francja | 0:2 | Włochy | Francja, Annecy · |
|                        |         |     |        |                   |

| 10 września 2023 16:45 | Niemcy | 0:6 | Irlandia | Francja, Annecy · |
|                        |        |     |          |                   |